# Trollhul
Die Trollhul (norwegisch für Trollhöhle) ist eine kleine Bucht an der Südküste Südgeorgiens. Sie liegt 6 km nordwestlich des Kap Disappointment im Mündungsgebiet des Graae-Gletschers.
Der South Georgia Survey nahm im Zeitraum zwischen 1951 und 1957 Vermessungen der Bucht vor. Der ihr durch norwegische Wal- und Robbenjäger verliehene Name ist etabliert.